# آلاشکرت، ارمنستان
آلاشکرت (به ارمنی: Ալաշկերտ) یک روستا در است که در استان آرماویر ارمنستان واقع شده‌است. آلاشکرت در ۷ کیلومتری جنوب آرماویر، مرکز استان آرماویر واقع شده است.

## خصوصیات
آلاشکرت ۱٬۷۵۲ نفر جمعیت دارد و در ارتفاع ۸۵۵ متر بالاتر از سطح دریا قرار گرفته است.
| سال   | ۱۸۳۱ | ۱۸۹۷  | ۱۹۲۶ | ۱۹۳۹ | ۱۹۵۹  | ۱۹۷۰  | ۱۹۷۹  | ۱۹۸۹  | ۲۰۰۱  | ۲۰۰۴  |
| جمعیت | ۴۱۳  | ۱٬۴۷۴ | ۸۵۳  | ۷۴۴  | ۱٬۱۴۹ | ۱٬۳۱۳ | ۱٬۳۷۱ | ۱٬۶۸۹ | ۱٬۷۱۴ | ۲٬۰۰۱ |